# Virginópolis
Virginópolis is een gemeente in de Braziliaanse deelstaat Minas Gerais. De gemeente telt 11.273 inwoners (schatting 2009).

## Aangrenzende gemeenten
De gemeente grenst aan Açucena, Divinolândia de Minas, Gonzaga, Guanhães en Peçanha.